# Carson Daly
Carson Jones Daly, född 22 juni 1973 i Santa Monica, Kalifornien, är en amerikansk programledare och producent. Han ledde den dagliga topplistan TRL som sändes på MTV[när?]. Daly gör sedan 2002 talkshowen Last Call with Carson Daly som sänds nattetid för NBC. År 2001 gjorde han en cameo i filmen Josie and the Pussycats